# 勐龙镇
勐龙镇，是中华人民共和国云南省西双版纳傣族自治州景洪市下辖的一个乡镇级行政单位。

## 行政区划
勐龙镇下辖以下地区：
景龙村、曼兵村、曼栋村、曼南坎村、曼景列村、曼龙扣村、勐宋村、曼伞村、贺管村、曼戈龙村、帮飘村、陆拉村、嘎囡村、曼康湾村、曼别村、贺南东村、坝卡村、南盆村、曼碗洼村、南嗨村、金河村、国贺村、国营东风农场场部、国营东风农场一分场、国营东风农场二分场、国营东风农场三分场、国营东风农场四分场、国营东风农场五分场和国营东风农场六分场。

## 中国传统村落
2013年8月，曼飞龙村被评为第二批中国传统村落。